# 多佛 (密蘇里州)
多佛（英語：Dover）是位於美國密蘇里州拉法葉縣的村。

## 人口
根據2020年美國人口普查的數據，多佛的面積為0.52平方千米，皆為陸地。當地共有人口83人，而人口密度為每平方千米160人。